# Masako Morishita
Masako Morishita (森下雅子?) (Kanagawa, Japón; 30 de septiembre de 1970), cuyo nombre verdadero es Masako Haneda (本名は畑 昌子?), es una exactriz y ahora modelo japonesa.

## Trayectoria
Se le conoció como Kirika (キリカ?) (Sayoko Tsukikage (月影小夜子?)) y posteriormente como Kujaku (クジャク?) en los Super Sentai Kōsoku Sentai Turboranger y Gosei Sentai Dairanger respectivamente.

## Filmografía
- Hana no Asuka-gumi! (1988)
- Kōsoku Sentai Turboranger (1989): Kirika (キリカ?)/Sayoko Tsukikage (月影小夜子 Tsukikage Sayoko?)
- Gosei Sentai Dairanger (1993): Kujaku (クジャク Kujaku?)

## Anécdotas
Según Kenta Satō, quien actuó como Riki Honō (炎 力?)/Red Turbo (レッドターボ?) en Turboranger, Masako era mucho más alta que los demás varones debido a su estatura de 1,77 m. Cuando usaba tacones casi igualaba al actor de traje de Red Turbo Kazuo Niibori.
Durante el rodaje de Dairanger, Tatsuya Nōmi, quien interpretó el papel de Tengensei Daigo (天幻星・大五?)/Shishi Ranger (シシレンジャー?) solo mide 1 cm menos que Masako, Tsutomu Kitagawa cuya estatura es 1,60 m y que estuvo como actor de traje de Shishi Ranger, dijo: "Soy un pavo real". Hay una anécdota en la que cuenta que se quejó: "¡No quiero estar a su lado!".